# Gęstość krytyczna (kosmologia)
Gęstość krytyczna – taka średnia gęstość materii nierelatywistycznej, jaką miałby Wszechświat o zerowej krzywiźnie i płaskiej geometrii przestrzeni (zawierający wyłącznie materię nierelatywistyczną – model Einsteina-de Sittera). Jej wartość liczbowa wynosi
{\displaystyle \rho _{kr}={\frac {3H_{0}^{2}}{8\pi G}}=1{,}88\cdot 10^{-26}\;h^{2}\;\mathrm {kg/m^{3}} ,}
gdzie H0 jest stałą Hubble’a, G jest newtonowską stałą grawitacji, zaś h = H0/(100 km s−1 Mpc−1). Jeżeli więc za h przyjmie się 0,73 (dane z roku 2007), to gęstość krytyczna będzie wynosić ok. 10−29 g/cm³. Odpowiada to średnio kilku atomom wodoru w każdym metrze sześciennym.
W modelach Friedmana z zerową stałą kosmologiczną, Wszechświat o gęstości mniejszej od krytycznej ma ujemną krzywiznę i geometrię hiperboliczną, Wszechświat o gęstości większej od krytycznej ma krzywiznę dodatnią i geometrię sferyczną.
W jednostkach gęstości krytycznej podaje się jedne z najważniejszych parametrów kosmologicznych – parametry gęstości różnych rodzajów materii i energii. Tak na przykład parametr gęstości materii nierelatywistycznej wynosi {\displaystyle \Omega _{m}=\rho _{m}/\rho _{c}\simeq 0{,}315} (dane misji Planck).